# 플뢰르 펠르랭
플뢰르 펠르랭(프랑스어: Fleur Pellerin, 1973년 8월 29일 ~ ) 은 프랑스의 정치인이자, 고위 공무원으로, 2010년부터 프랑스의 “21세기 클럽” 회장을 맡고 있다. 2012년 5월 16일, 프랑스 중소기업 및 디지털 경제부 장관으로 임명되었다. 2014년 8월 26일 문화통신부 장관으로 임명되었다.

## 유년 시절
1973년 8월 29일 서울특별시에서 김종숙(金鍾淑)으로 태어났으나 친부모가 양육을 포기하였으며, 생후 6개월 되던 해에 프랑스에 입양되었다. 입양 후의 이름인 플뢰르는 프랑스어로 '꽃'을 뜻한다. 40년 후인 2013년 고국을 방문하게 된다.

## 학력 및 경력

### 학력
펠르랭은 남들보다 2년 빠른 16세 때 프랑스어와 독일어로 각각 바칼로레아 (프랑스의 대학입학자격시험) 에 합격했고, 상경계열 그랑제콜(Grandes Ecoles) 에섹(ESSEC)과, 프랑스 정치계열 그랑제콜 파리정치대학(Sciences Po), 행정계열 국립행정학교(ENA) 등 프랑스 그랑제콜들 중에서도 최고의 학교들을 졸업했다

### 경력
이라크, 뉴욕, 제네바에 위치한 유엔 조직감사위원회에서 외부감사 임무를 수행했고, 프랑스 감사원(Cour des comptes)에서 문화, 시청각, 미디어, 국가교육 담당자로 일했으며, 2010년부터는 프랑스 “21세기 클럽" 회장을 맡고 있다. 2004년 설립된 “21세기 클럽”은 프랑스 및 유럽의 다양성, 기회 평등, 교육 확대 등을 목표로 설립된 단체로, 다양한 출신배경의 프랑스인들이 모여 의견을 나누는 조직이다. 그녀는 또한 디지털 경제 및 사회와 관련된 다양한 NGO 시민단체 멤버로 활발히 활동 중이다.

### 정계 진출
2012 프랑스 대통령 선거를 앞두고, 프랑수아 올랑드로부터 디지털 사회 및 경제 담당자로 발탁되어 2011년 11월 프랑수아 올랑드 대선 캠프에 합류했다. 2012년 5월 16일 올랑드 정권의 첫 내각인 장마르크 에로 내각에서 '중소기업 및 디지털 경제' 장관에 발탁되었다.

## 사생활
2014년 프랑스 작가 파트리크 모디아노가 노벨문학상을 수상하자, 펠르랭 장관은 이 소식을 축하하면서 "지난 2년간 소설을 한 권도 읽지 않았다"고 고백했는데 이를 두고 논쟁이 벌어지기도 했다. 작가 타하르 벤 젤룬은 이를 지적하며 "우리는 문화를 진지하게 생각하지 않는 시대에 살고 있다"고 했다. 반면에 르푸앵지는 "과도한 업무 탓"이라며 두둔하는 서술을 했다.

## 같이 보기
- 프랑수아 올랑드
- 장뱅상 플라세
- 조아킴 손포르제